# Ceraspis ohausi
Ceraspis ohausi är en skalbaggsart som beskrevs av Moser 1921. Ceraspis ohausi ingår i släktet Ceraspis och familjen Melolonthidae. Inga underarter finns listade i Catalogue of Life.